# Samuel Ludwik Zasadius
Samuel Ludwik Zasadius lub Sassadius (ur. 1695, zm. 1756) – pisarz, pastor, pietysta.
Samuel Ludwik urodził się w okolicy Brzegu lub, jak podają inne źródła, we wsi Komorzno w powiecie kluczborskim. 
Pochodził z rodziny pastora ewangelickiego, Samuela Sebalda, zajmującego się oprócz pracy duszpasterskiej m.in. tłumaczeniami ksiąg religijnych. Podobnym szlakiem podąży w swoim dorosłym życiu również Samuel Ludwik, który prawdopodobnie z domu wyniósł znajomość j. polskiego. Kształcił się na uniwersytecie we Wittenberdze, gdzie uległ wpływom pietyzmu. W 1721 roku otrzymał posadę piątego pastora luterańskiego w Cieszynie. Wygnany stamtąd w 1730 roku rozporządzeniem cesarskim, dzięki hr. Hencklów-Donnersmarcków otrzymał posady kaznodziejskie w Polzig w Saksonii i Straussfurt w Turyngii. W 1742 powrócił na Śląsk i był pastorem w Tarnowskich Górach. Drukował wyłącznie po polsku, głównie książki dewocyjne w barokowej formie.  „Nowy Pana naszego Jezusa Chrystusa Testament" (1725),  „Mały katechizm" M. Lutra (1727),  „Rajski ogródeczek" J. Arndta (1736). Zmarł w marcu w Tarnowskich Górach. 
W cieszyńskiej parafii przebywał zaledwie 10 lat. Podobnie jak jego przyjaciel i współpracownik Jan Muthmann oskarżany o sprzyjanie pietyzmu, musiał opuścić parafię w 1730 roku. 
W latach 1742–1756 kierował Parafią Ewangelicko-Augsburską w Tarnowskich Górach.
Do jednego z najbardziej znanych należy jego utwór „Muzyka anielska”, dedykowany pewnemu szlachcicowi z Byczyny.

## Literatura
- Ogrodziński, Wincenty: Ślązak znakomitym stylistą czasów saskich (Samuel Ludwik Zasadyus). Komunikat nr 13 IŚ w Katowicach. Cieszyn 1938.